# Assur-resh-ishi II
Aššūr-reš-iši II, geschreven als maš-šur-SAG-i-ši, met de betekenis "(de god) Aššur heeft mijn hoofd opgelicht" was de koning of Assyrië, 971–967 v.Chr., en de 96e koning genoemd op de Assyrische koningslijst. Zijn korte regering van vijf jaar is vrij slecht geattesteerd en enigszins overschaduwd door de lange periodes waarin zijn voorganger Aššur-rabi II, en zijn opvolger Tukultī-apil-Ešarra II regeerden. In zijn tijd had Assyrië te kampen met opdringende Aramese stammen.
Hij volgde zijn vader Aššur-rabi II op na diens 41 jaar lange regering en hij was daarom zelf al wat ouder toen hij op de troon kwam. In de Synchronistische koningslijst wordt vermeld dat hij de tijdgenoot was van de Babylonische koning Mâr-bîti-apla-uṣur (983-978 BC), het enige lid van de 7e of Elamitische dynastie van Babylon, maar dit staat op gespannen voet met de conventionele chronologie die hem eerder plaatst in de tijd van diens opvolger Nabû-mukin-apli (978–943 BC). Dat deel van de eponiemenlijst Cc dat zijn limmu-hoogwaardigheidsbekleders zou hebben getoond was aan de top van kolom V en is niet meer voorhanden.
Behoudens verwijzingen naar hem in de latere kopieën van de koningslijsten en een verwijzing dat hij de grootvader van Aššur-dān II was, zijn de enige inscritpies uit zijn eigen tijd die hem noemen te vinden op zijn stele in de Stelenreihe in Aššur en in de cilinderinscriptie van Bēl-ereš. Zijn stele (nummer 12) vermeldt alleen "ṣalam van Aššur-reš-iši, koning van Assyrië (MAN.KUR aš-šur), zoon van [A]ššur-[r]abi, koning van Assyrië,". De term ṣalam wordt meestal gelezen als "standbeeld." Bēl-eriš, de šangû-priester van de tempel van de god Samnuha, in de stad Šadikanni gelegen in de vallei van de Ḫārbūr rivier, vermeldt zijn bouw van een kademuur van een kanaal tijdens de regering van Aššur-rabi II en de reconstructie van een tempel tijdens die van Aššūr-reš-iši, in zijn inscriptie op een kleicilindergevonden in Aššur.

## Inscripties
1. ↑  Khorsabad koningslijst, tablet IM 60017 (opgravingsnummers: DS 828, DS 32-54), iv 10, 12.
2. ↑  Nassouhi koningslijst, Istanbul A. 116 (Assur 8836), iv 25, 27.
3. ↑  Synchronistic Kinglist, tablet Ass 14616c (KAV 216), iii 8.
4. ↑  Eponym List KAV 21, tablet VAT 11254, v.
5. ↑  Stele RIMA 2 A.0.96.1 :2.
6. ↑  Cylinder inscription of Bēl-ereš, RIMA 2 A.0.96.2001:16.

## Verwijzingen
1. ↑  J. A. Brinkman (1968). A Political History of Post-Kassite Babylonia, 1158–722 B.C.. Pontificium Institutum Biblicum, 28–29.
2. ↑  K. Fabritius (1998). The Prosopography of the Neo-Assyrian Empire, Volume 1, Part I: A. The Neo-Assyrian Text Corpus Project, "Aššūr-rēšī-išši", p. 213.
3. ↑  Allison Karmel Thomason (2006). Luxury And Legitimation: Royal Collecting In Ancient Mesopotamia. Ashgate Pub Co, 110.

- Dit artikel of een eerdere versie ervan is een (gedeeltelijke) vertaling van het artikel Ninurta-apal-Ekur op de Engelstalige Wikipedia, dat onder de licentie Creative Commons Naamsvermelding/Gelijk delen valt. Zie de bewerkingsgeschiedenis aldaar.